# Love (película de 1919)
Love es un cortometraje de comedia estadounidense de 1919 dirigido y protagonizado por Fatty Arbuckle. Las copias de la película sobreviven en colecciones. 

## Trama
Como se resume en una revista,  Fatty (Arbuckle) conoce a Winnie (Westover) después de rescatar a su padre Frank (Hayes) de un pozo en su granja y se enamora de ella. Sin embargo, Fatty es despedido y se va, ya que Frank quiere que Winnie se case con Al Clove (St. John). Fatty regresa a la granja disfrazado de chica contratada para poder estar cerca de su amada, pero descubre que debe defenderse de los coqueteos de su padre Frank. El matrimonio de Winnie está todo arreglado, pero en el ensayo general el novio no está, por lo que la "chica contratada" ocupa su lugar y realiza la ceremonia de práctica, palabra por palabra, con la novia. Cuando llega el día de la boda, la ceremonia se interrumpe cuando Fatty y Winnie anuncian que ya se han casado porque el ensayo fue real.

## Elenco
- Roscoe 'Fatty' Arbuckle como Fatty
- Al St. John como Al Clove, el rival de Fatty
- Winifred Westover como Winnie
- Frank Hayes como Frank, el padre de Winnie
- Monty Banks como peón (como Mario Bianchi)
- Kate Price como la cocinera